# 淡海新市鎮駅
淡海新市鎮駅（たんかいしんしちんえき）は、台湾新北市淡水区にある新北捷運淡海軽軌緑山線の駅。駅は沙崙路二段と新市三路二段の交差点南側に設置され、駅番号はV10。

## 歴史
- 2014年8月13日 - 当駅を含む工区起工[1]。
- 2016年5月13日 - 駅名確定[2]。
- 2018年
  - 4月 - 駅番号変更（G7→V10）[3]。
  - 12月24日 - 緑山線開業[4]。

## 駅構造
島式ホーム1面2線の地上駅。
| 地上 | 北行き                                 | ←緑山線 崁頂方面（崁頂駅）        |
| 地上 | 島式ホーム、車両左側のドアが開閉する。 |                                   |
| 地上 | 南行き                                 | →緑山線 紅樹林方面（浜海沙崙駅）→ |

## 利用状況
| 年   | 年間利用客数 | 年間利用客数 | 年間利用客数 | 年間利用客数 | 1日平均 | 1日平均 |
| 年   | 乗車         | 下車         | 乗降計       | 出典         | 乗車    | 乗降    |
| ---- | ------------ | ------------ | ------------ | ------------ | ------- | ------- |
| 2018 | 資料なし     | 資料なし     | 資料なし     | [ 注 3 ]     | -       | -       |
| 2019 | 50,000       | 56,000       | 106,000      | [ 注 4 ]     | 150     | 317     |
| 2020 | 57,000       | 71,000       | 128,000      | [ 7 ]        | 156     | 350     |
| 2021 | 48,000       | 54,000       | 102,000      | [ 8 ]        | 132     | 279     |

## 駅周辺
- YouBike（新北市公共自転車（中国語版））軽軌淡海新市鎮駅
- 公二十三号公園

## 隣の駅
新北捷運
■淡海軽軌緑山線
浜海沙崙駅 (V09) - 淡海新市鎮駅 (V10) - 崁頂 (V11)

### 註釈
1. ↑  下記#外部リンクの捷運公司駅時刻表の表記に準拠
2. ↑  ただし各年の『新北市捷運統計年報』では、年間の数値が千人単位での公表であり、1日平均の場合は誤差が出ることを考慮する必要がある。
3. ↑  無料期間
4. ↑  平均は2月1日の有料化後、334日間で算出[6]